# Géza Mészöly (malarz)
Géza Mészöly (ur. 18 maja 1844 w Sárbogárd, zm. 11 listopada 1887 w Jobbágyi) – węgierski malarz.

## Życiorys
Urodził się w rodzinie szlacheckiej. Jego ojcem był Imre Mészöly, sędzia trybunału, a matką Juliánna Kenessey. Po ukończeniu szkoły podstawowej w Sárbogárdzie, pierwszą część gimnazjum ukończył w Hajdúszoboszló, a dalej kontynuował naukę w Kolegium Reformackim w Debreczynie. Już w wieku szkolnym dużo rysował i malował. Jego zdolności zauważył debreczyński nauczyciel rysunku Kálmán Kallós i zachęcił go do kariery artystycznej. Po ukończeniu gimnazjum, zachęcony przez rodziców, uczył się w debreczyńskiej akademii prawa, a następnie w 1866 r. przepisał się na peszteński uniwersytet.

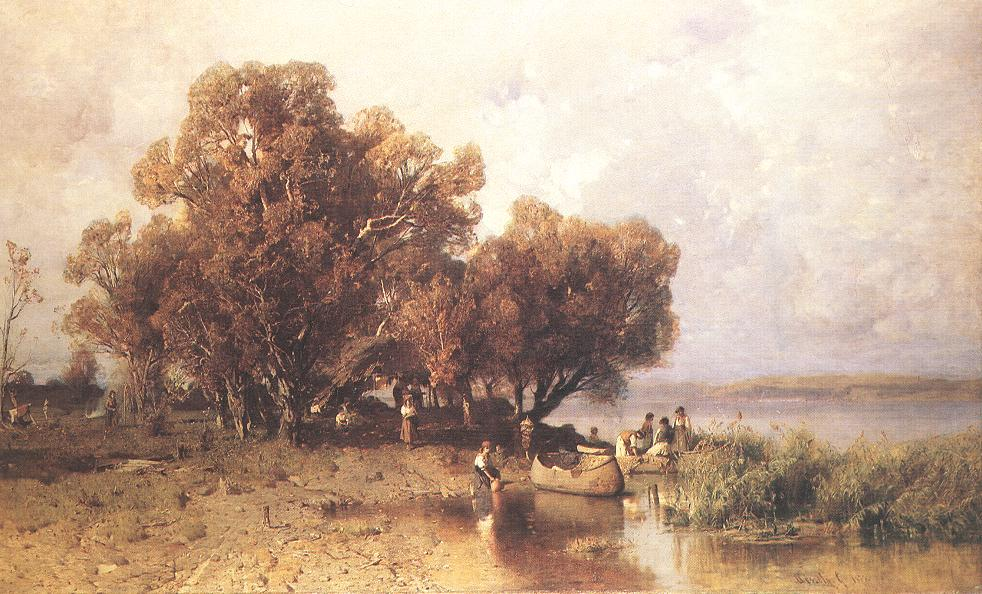
Balatoni halásztanya 1877

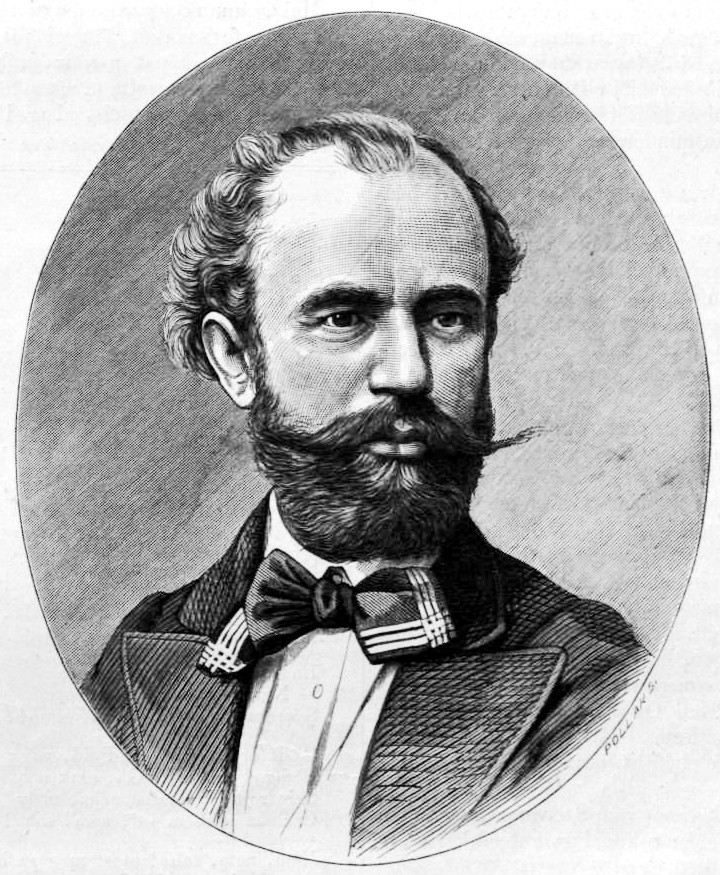
Portret malarza Gézy Mészölya. Drzeworyt Zsigmonda Polláka

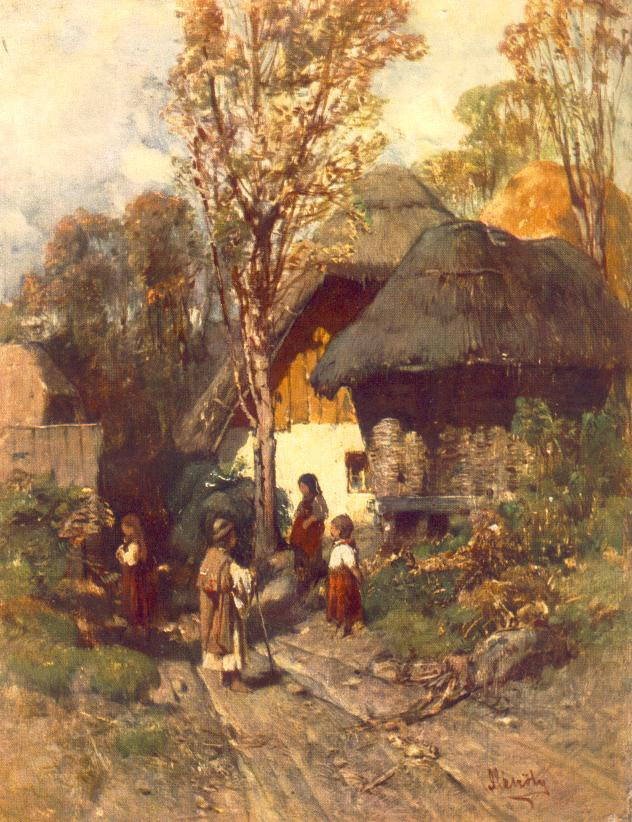
Faluvége 1877

Dezső Malonyai w artykule w czasopiśmie Művészet szczegółowo opisał początki kariery Gézy Mészölya. W 1867 r. Antal Ligeti, strażnik muzealny, zauważył młodego panicza, który kopiuje obrazy. Dzięki pomocy Ligetiego, Mészöly trafił do Wiednia, gdzie został studentem Akademii, a naukę ukończył w 1872 r. W 1873 r. przeprowadził się do Monachium, gdzie miał swoją pracownię. W 1882 r. przebywał w Paryżu, a od 1885 r. znowu mieszkał w Budapeszcie.
Géza Mészöly był pejzażystą, którego twórczość jest związana głównie z Balatonem. Z upodobaniem malował krajobrazy, żyjących tam ludzi, chaty rybackie. Obrazy tworzył z wielką starannością i dbałością o szczegóły. Jego sztuka miała ogromny wpływ na późniejszych pejzażystów. Od wiosny do jesieni przemierzał Węgry, wykonując znakomite szkice, które zimą w swojej pracowni przetwarzał w stylu naturalistycznym. Szkice wykonywane w plenerze, dzięki licznym obserwacjom i przeżytym nastrojom, nadały jego obrazom intymny charakter.

## Dzieła (wybór)

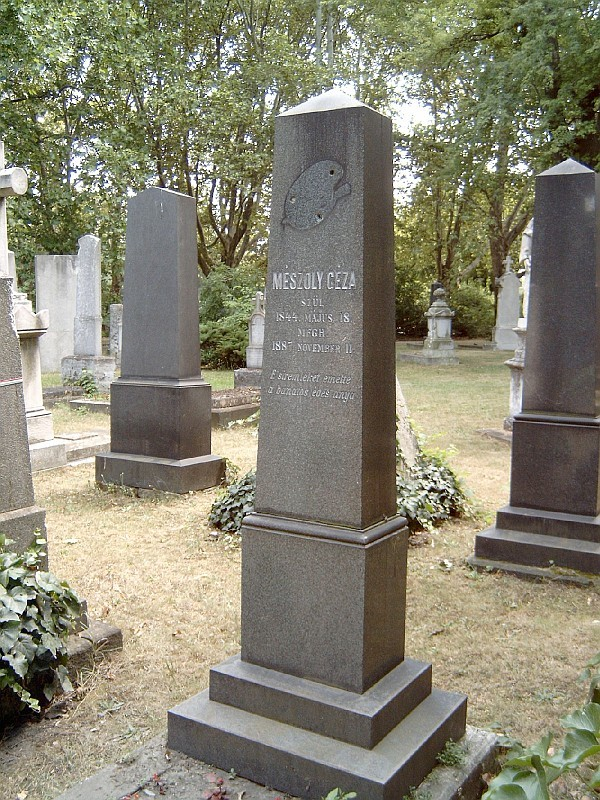
Grób Gézy Mészölya w Budapeszcie

- Debrecen látképe (1870),
- Alföldi táj (1870),
- Balatoni halásztanya (1877),
- Sík vidék szénaboglyákkal,
- Tanya,
- Vadásztársaság,
- Birkanyáj,
- Lelőtt vadkacsa,
- Őszi nap a Balatonon,
- Balatonpart,
- Kakas,
- Chioggia,
- Szigetvár[3].

## Nagrody (wybór)
- 1872 – Medal artystyczny na wystawie światowej w Wiedniu
- 1883 – Główna nagroda Towarzystwa Sztuk Pięknych (Képzőművészeti Társulat)
- 1883 – Główna nagroda Pałacu Sztuki w Budapeszcie[6]

## Upamiętnienie
- Pomnik Gézy Mészölya w Balatonvilágos, portret malarza w brązie.
- Ulica w Balatonvilágos
- Ulica w Balatonfüred
- Ulica w Siófok
- Ulica w Székesfehérvárze
- Szkoła w Sárbogárdzie[2]